# Cek
Cek este un sat în municipiul Əlik din raionul Quba din Azerbaidjan.

## Galerie de imagini

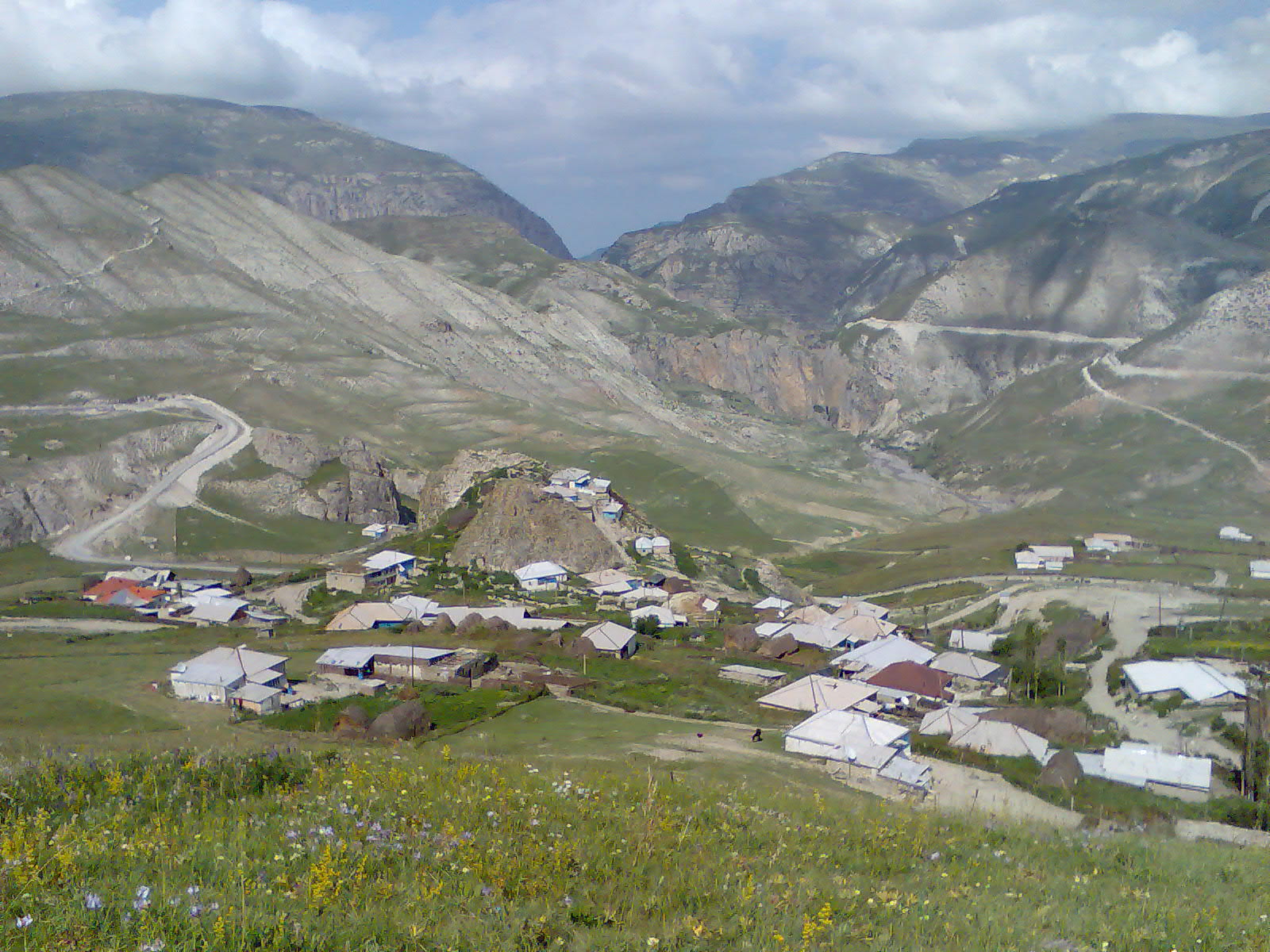
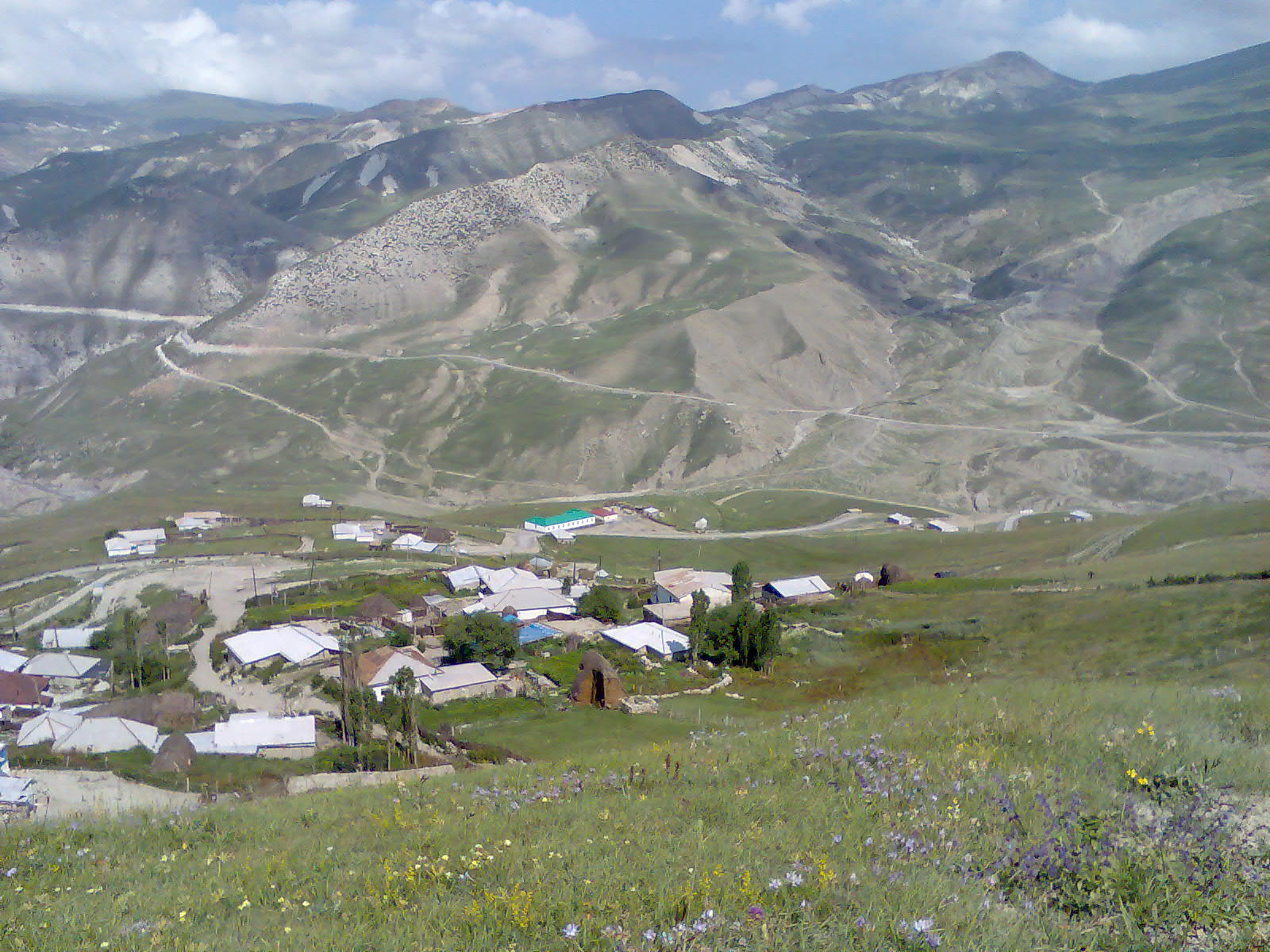
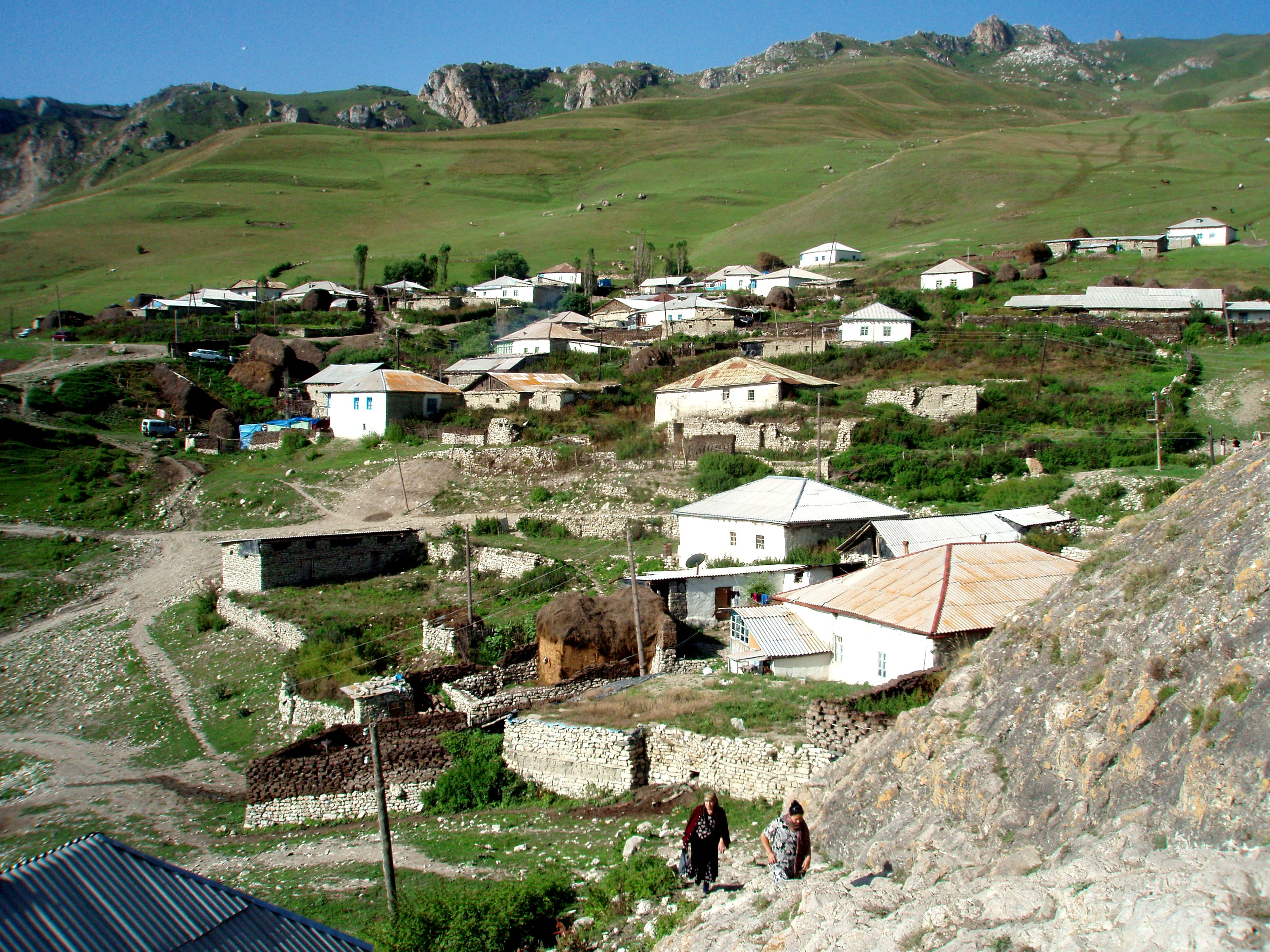

## Legături externe
- Cek, Azerbaijan
- Tərxan Pașazadə, "Dünyanın nadir etnik qrupu - Azərbaycan cekliləri", Azərbaycan qəzeti